# Mary Berg
Mary Berg, pseudonimo di Miriam Wattenberg, (Łódź, 10 ottobre 1924 – York, 1º aprile 2013), è stata una ragazza ebrea, superstite dell'Olocausto, che tra il 10 ottobre 1939 e 5 marzo 1944 scrisse una cronaca della sua vita nel Ghetto di Varsavia sotto il Governatorato Generale Tedesco, prima di poter raggiungere gli Stati Uniti per uno scambio di prigionieri nel marzo 1944. È in assoluto la prima testimonianza diretta dell’Olocausto ad essere pubblicata, a guerra ancora in corso, tra il 1944 e il 1945.

## Biografia
Miriam e la sorella Ann erano le figlie di Shaya Wattenberg, un facoltoso ebreo polacco, proprietario di una galleria d’arte a Łódź, membro di una sinagoga ortodossa. La madre (Lena Zol [Zolotarewski]), modista, era statunitense, originaria del New Jersey, tornata a vivere in Polonia nel 1918. Miriam, cresciuta ed educata a Łódź, era stata negli Stati Uniti solo in una occasione, in visita ai nonni.
Con l’invasione tedesca della Polonia nel settembre 1939, la famiglia si rifugia da Łódź a Varsavia, solo per trovarsi da li’ a breve rinchiusa nel ghetto della capitale. Come parte di un’élite privilegiata, le famiglie più facoltose come quella dei Wattenberg poterono all’inizio vivere in un’area relativamente confortevole del quartiere ebraico (il cosiddetto “Ghetto piccolo”) in una sorta di precaria normalità. Ben presto però la situazione divenne sempre più difficile e Miriam comincia nei suoi quaderni a registrare gli orrori di cui è testimone, talora ricorrendo per precauzione ad un linguaggio cifrato. Nel luglio del 1942 (con l’inizio delle deportazioni e del processo di liquidazione del ghetto e di sterminio della popolazione ivi residente) la famiglia, insieme ad altri cittadini stranieri, venne trasferita a Pawiak, la prigione di Varsavia, dalle cui finestre Miriam assiste alla fucilazione di ebrei o alla loro adunata per i trasporti, primi passi verso la “soluzione finale della questione ebraica”. Nel carcere da altri detenuti i Wattenberg apprendono dell’uso delle camere a gas a Treblinka. Il 18 gennaio 1943 (quindi tre mesi prima dello scoppio della rivolta del ghetto di Varsavia dell’aprile-maggio 1943), la famiglia fu inviata a Vittel, in Francia, ad un campo di internamento per cittadini britannici e americani. Alla fine, raggiunsero gli Stati Uniti come parte di uno scambio con prigionieri di guerra tedeschi. Il loro viaggio verso la libertà inizia il 1º marzo 1944, su un treno per Lisbona. Di lì, si sono imbarcati su una nave svedese, la S.S. Gripsholm, con destinazione New York.

## Il diario
Miriam scrisse il suo diario dal 10 ottobre 1939 al 5 marzo 1944. Nel diario è descritta la vita della ragazza, insieme a quella dei familiari e degli amici, durante l'occupazione nazista di Varsavia, con particolare attenzione alle restrizioni e alle crudeltà cui erano sottoposti gli ebrei.
Miriam ha 15 anni quando comincia a registrare gli eventi della propria vita. Il suo diario è analogo nella forma e nei contenuti a quelli scritti negli stessi anni ad Amsterdam da Anna Frank e a Parigi da Hélène Berr. Lo contraddistingue il fatto che il racconto non si limita ai “preliminari” dell’Olocausto ma ne descrive anche il crescendo di atrocità di cui la ragazza è già testimone: le intimidazioni, le aggressioni, il lavoro forzato, le uccisioni sommarie, le deportazioni di massa. Nel novembre 1940 Miriam descrive la tensione e il senso di impotenza che si diffondono tra gli ebrei di Varsavia alla notizia dell’instaurazione del ghetto: "Le strade sono vuote. Si svolgono riunioni straordinarie in ogni casa. La tensione è straordinaria. Alcune persone chiedono di organizzare una protesta. Questa è la voce dei giovani; i nostri anziani considerano questa idea pericolosa. Siamo tagliati fuori dal mondo " (Diario, 20 novembre 1940). Per due anni Miriam vive con la sua famiglia rinchiusa nel ghetto di Varsavia, i cui ritmi di vita quotidiana ella descrive minuziosamente nel suo diario. Se Miriam e la sua famiglia evitano le deportazioni su larga scala da Varsavia a Treblinka che reclamano la vita di oltre 300.000 ebrei nel 1942 e nel 1943, ne sono però diretti testimoni dalla loro cella nel carcere di Pawiak dove vengono rinchiusi dal luglio 1942 al gennaio 1943.
Milioni di bambini ebrei fecero esperienza di persecuzione durante l'Olocausto; più di un milione di essi furono uccisi. Solo un piccolo numero di bambini scrisse un diario e pochissimi sono quelli il cui diario ci sia pervenuto. Per quanto ogni diario non rifletta che alcuni frammenti nella vita dell'autore, presi complessivamente essi ci danno un quadro vivo e diretto della realtà complessa che i bambini dell'Olocausto si trovarono ad affrontare, un'esperienza spesso tragicamente conclusasi con la morte. Miriam Wattenberg e Janina Lewinson Bauman, entrambe sopravvissute, sono le uniche giovani voci rimasteci dal Ghetto di Varsavia.

## La pubblicazione
Miriam Wittenberg giunse a New York il 19 marzo 1944. Con lei ci sono gli altri membri della famiglia: la madre americana, il padre polacco e la sorella più giovane. Nella sua valigia custodisce il suo passaporto americano (grazie alla cittadinanza di sua madre) e la serie di dodici quaderni che descrivevano le sue esperienze nel Ghetto di Varsavia. Al suo arrivo al porto avviene l'incontro con il giornalista polacco Samuel L. Shneiderman, il quale, lasciata la Polonia prima dell'occupazione tedesca, aveva lavorato come corrispondente estero a Parigi per giungere infine negli Stati Uniti nel 1940. Shneiderman era continuamente alla ricerca di persone che potessero fornirgli storie e notizie aggiornate sulla situazione polacca.
Shneiderman intuisce immediatamente l’importanza del diario e convince la ragazza a lavorare con lui alla revisione del testo per la pubblicazione che avviene a puntate (nella traduzione yiddish fatta dallo stesso Shneiderman) sul popolare giornale Der morgen Zshurnal. Miriam Wattenberg assume lo pseudonimo di Mary Berg allo scopo di proteggere i familiari e gli amici rimasti in Polonia.
Per la prima volta, quasi in tempo reale, i lettori americani sono informati della tragica situazione degli ebrei polacchi con una ricchezza di dettagli assolutamente inedita. La storia è ripresa da altri quotidiani in tedesco (Aufbau), nella traduzione di Mary Graf, e in inglese (P.M.; Contemporary Jewish Record), nella traduzione di Norbert Guterman e Sylvia Glass. La versione inglese è infine pubblicata integralmente a New York in volume nel febbraio 1945 con il titolo di “Warsaw Ghetto: A Diary”. Mary stessa ne disegnò la copertina, che raffigurava i mattoni del muro del ghetto.
Non appena si diffonde la notizia dell'esistenza del diario, Mary gode di un periodo di grande celebrità, con interviste su giornali e alla radio ed interventi pubblici. Già il 19 aprile 1944 i membri della famiglia Wattenberg guidano a New York la Marcia organizzata dagli ebrei polacchi nell'anniversario della rivolta del ghetto di Varsavia, divenendo un simbolo a New York della richiesta di un'azione politica e militare per salvare gli ebrei polacchi. Nonostante l'accuratezza del resoconto, alla denuncia non avevano seguito azioni concrete da parte dei governi alleati, a conferma di quanto Shneiderman scriveva a introduzione del libro: "Fino ad oggi ci sono persone anche di idee liberali, le quali si rifiutano di credere che i nazisti abbiano ucciso quasi quattro milioni di ebrei in Europa. Guardano alle rivelazioni sulle camere a gas, sui crematori e sugli esperimenti batteriologici eseguiti su centinaia di migliaia di ebrei come prodotti della propaganda antitedesca. I nazisti del resto contavano su questo. Sapevano che tanto maggiori sono i crimini, tanto meno credibili essi appaiono."
Nel corso dei due anni successivi, il Diario di Mary Berg appare in traduzione in altri paesi. Anche in Italia la sua pubblicazione nel 1946 rappresenta in assoluto la prima testimonianza offerta all'opinione pubblica sulle dimensioni europee dell'Olocausto, precedendo di ben otto anni la pubblicazione del Diario di Anna Frank. Proprio lo straordinario successo internazionale riscosso agli inizi degli anni cinquanta da quest'opera, tuttavia, oscura la fama del libro di Mary Berg. Il Diario di Anna Frank era simile nella forma ma non chiedeva ai propri lettori il dramma di doversi confrontare direttamente con le atrocità descritte. Del libro di Mary Berg (ormai fuori commercio) si perde gradualmente memoria e così della sua autrice.
Soltanto negli anni ottanta, l'attenzione si riaccende con l'uscita dell'edizione polacca e l'allestimento a Varsavia di una sua versione scenica (dal titolo “Un mazzo di violette”). Nel frattempo però l'autrice aveva perduto interesse alla propria opera, desiderosa solo di dimenticare e vivere la propria vita lontana dai riflettori e di staccarsi dal difficile ruolo di “sopravvissuta”, atteggiamento che manterrà per il resto della sua vita, rifiutando ogni occasione pubblica di memoria anche quando il suo Diario sarà ripubblicato a cura di Susan Pentlin nel 2006.
Mary Berg del resto aveva inteso il suo diario non come memoria ma come un appello politico, quando nel 1944 ancora c'era la speranza che qualcosa potesse essere fatto per salvare gli ebrei europei dallo sterminio. In una lettera all'amica Rutka, aveva scritto: "Farò tutto il possibile per salvare quelli che possono ancora essere salvati. Dirò, dirò tutto, sulle nostre sofferenze e sulle nostre lotte e sulla strage dei nostri cari, e chiederò punizione per i tedeschi assassini .... Ancora un po’ di pazienza e tutti noi riguadagneremo la libertà". Delusa e frustrata nelle sue speranze di attivista, Mary Berg divenne insofferente alla celebrità personale che aveva accompagnato la pubblicazione del suo scritto. Il complesso di colpa di essere sopravvissuta l’aveva accompagnata fin dalla sua partenza da Varsavia e al suo arrivo in Francia: "Quelli di noi che ci siamo salvati dal ghetto ci vergogniamo a guardarci negli occhi. Avevamo il diritto di salvare solo noi stessi? Perché in questa parte del mondo è così bello? Qui tutto odora del sole e dei fiori e là, là, solo sangue, sangue della mia nazione. Dio, perche ci deve essere tutta questa crudeltà. Provo tanta vergogna. Io sono qui a respirare aria fresca, mentre il mio popolo è soffocato con il gas e muore tra le fiamme, bruciati vivi. Perché?" (Diario, 15 giugno 1943)
Così, rifiutando fino all'ultimo di assumere un ruolo pubblico di “sopravvissuta” e negando persino di fronte ai propri familiari di essere l'autrice del diario, Mary Berg vivrà nel più completo e cosciente anonimato fino alla sua morte avvenuta a York nel 2013.
Nel 2014 una serie di album contenente circa 300 fotografie di Mary Berg (tra il 1916 e il 1950, incluse molte scattate all'interno del ghetto di Varsavia), fu acquistato casualmente da un privato in un mercatino dell'usato e posto all'asta, ma poi ritirato per le proteste della famiglia.
Oggi la figura di Mary Berg è nuovamente al centro della ricerca contemporanea sull'Olocausto in numerosi studi specializzati per lo straordinario valore documentario della sua vicenda e della sua testimonianza.

## Edizioni del Diario di Mary Berg
- Mary Berg, Warsaw Ghetto: A Diary, New York: L.B. Fischer, 1945.
  - Ed. spagnola: El ghetto de Varsovia (trad. di Shemuel-Leyb Shnayderman), Buenos Aires: Hemisferio, 1945.
  - Ed. danese: Ghetto (trad. di Aksel J Knudsen), Copenhagen, Skandinavisk Bogforlag, 1946.
  - Ed. italiana: Il ghetto di Varsavia (trad. di Maria Martone), Roma: De Carlo, 1946. / II ed. Torino: Einaudi, 1991 (a cura di Frediano Sessi). / III ed. Torino: Einaudi, 2009 (a cura di Frediano Sessi).
  - Ed. francese: Le ghetto de Varsovie (trad. di L. Baillon de Wailly), Paris: A. Michel 1947.
  - Ed. polacca: Dziennika z getta warszawskiego, 1983.
  - Ed. ungherese: Napló a Varsói gettóról (trad. di Gimes Romána), Budapest: Európa, 1990
- Mary Berg, The Diary of Mary Berg: Growing Up in the Warsaw Ghetto (edited by Susan Lee Pentlin), Oxford: Oneworld, 2006.
  - Ed. spagnola: El gueto de Varsovia: diario, 1939-1944 (trad. di Horacio Kohan), Collado Villalba, Madrid Sefarad, 2010.
  - Ed. polacca: Pamietnik Mary Berg: relacja o dorastaniu w warszawskim getcie (trad. di Adam Tuz), Warszawa: Prószynski Media, 2016.